# BicycleClub
『BicycleClub』（バイシクルクラブ）は、株式会社ADDIXが発売している自転車専門誌。

## 概要
- 1985年4月号で東邦出版より創刊（のちに枻出版社）。初代編集長は、佐藤晴夫。グラフィックデザイナーで70年代ヤマハが輸入していたプジョーのカタログなどを手掛けていた経歴を持つ。デザインセンスとマニアックな技術的記事、またトレーニング法などフィジカルな記事でも頭角を現す。
- 90年代は、マウンテンバイクブームに乗り、ダウンヒルなどコアなMTB乗りに人気の雑誌となる。2000年以降は、ロードバイクブームで以降ロードバイク色の強い、ヒルクライムやニューモデルのインプレション記事などを主体とした雑誌となる。
- 2005年からシェア・ザ・ロード活動を展開し、2007年の道路交通法改正を前に自転車の走行空間について提案を行った。
- 2014年　岩田淳雄が編集長に就任
- 2020年、投資会社のドリームインキュベータが設立したPEACS株式会社に事業譲渡。その数日後に枻出版社は民事再生手続を開始。
- 2022年1月号から隔月刊化、2022年3月号から生え抜きの山口博久が編集長に就任。ロゴを初代のデザインに戻し、ロードバイクほかミニベロ、MTBなど幅広い車種を扱う媒体となる。
- 2022年12月にグループ会社統合により株式会社ADDIXからの発刊となる。
- 2024年7月号より、ビジュアル面などリニューアル、ライフスタイルなど自転車カルチャー寄りの誌面となる。

## 海外版の発展
- 2008年6月[1]から2019年6月[2]まで、繁体字中国語の海外版は台湾の樂活文化事業（枻出版社の関連会社）より発売される、通算66期あり。国家図書館館蔵目録システムの中国語訳名は「単車俱楽部」。
- 2020年3月（海外版67期）から、台湾の「中華民国自行車騎士協会（中国語: 中華民國自行車騎士協會）」より発売される。

## 編集長
- 歴代編集長
  - 岩田淳雄  (2014年～2021年)　
  - 山口博久（2022年〜）